# 湄南南鰍
湄南南鰍（學名：Schistura menanensis）為輻鰭魚綱鯉形目條鰍科南鰍屬的其中一種。分布於亞洲泰國湄南河流域，本魚體延長，口下位，具觸鬚3對，體側中央具有一條深褐色寬縱帶，頭部具有深褐色蟲紋、背部具有數個深褐色鞍狀斑，斑紋彼此相連，體長可達5.9公分，棲息在河川底中層水域，生活習性不明。

## 扩展阅读
維基物種上的相關：湄南南鰍